# Monti dell'Africa orientale
I Monti dell'Africa orientale sono una regione montuosa nella zona dei Grandi Laghi dell'Africa compresa tra Kenya, Uganda, Tanzania, Repubblica Democratica del Congo, Ruanda e Burundi.

## Geografia
I monti sono collegati al Rift dell'Africa orientale e sono suddivisi in due catene, le Foreste montane della faglia albertina a ovest che includono i Monti Virunga, i Monti Mitumba e il Ruwenzori, mentre le montagne a est includono le più alte vette dell'Africa: il Kilimangiaro (5,895 m) perennemente coperto di neve e il Monte Kenya (5199 m). Un'altra cima della catena dell'Africa orientale è il Monte Elgon.
Tutte queste montagne, tranne il Ruwenzori, sono di origine vulcanica. Nei versanti più elevati i monti sono spesso coperti di nuvole e il clima è umido.

## Fauna
I monti sono l'habitat di una ricca fauna selvatica, che include le specie che migrano alle quote più elevate durante la stagione torrida della circostante savana. Vi si trovano anche specie endemiche di volatili, come il Turdoides hindei, che vive solo sul Monte Kenya.

## Economia e turismo
I pendii meno elevati di questi monti sono stati estensivamente sfruttati per la selvicoltura e le piantagioni di te e soprattutto caffè; buona parte della foresta originaria è andata perduta, inclusa la porzione di foresta nebulosa che un tempo ricopriva gran parte del Kilimangiaro.
L'escursionismo e l'arrampicata su queste montagne è una delle maggiori attrazioni del Parco nazionale del Kilimangiaro e attira ogni anno centinaia di visitatori, molti dei quali fanno base nella cittadina di Moshi, in Tanzania, importante centro per la coltivazione del caffè.

## Esplorazione
Le montagne furono visitate da esploratori europei in ordine di distanza dalla costa, che è anche l'ordine decrescente di altezza. Anche le prime ascese avvennero nello stesso ordine.